# Ludwig von Hofmann
Pour les articles homonymes, voir Hofmann.
Ludwig von Hofmann, né à Darmstadt le 17 août 1861 et mort à Pillnitz le 23 août 1945, est un peintre allemand.

## Biographie
Il étudie à l'Académie de Dresde, son maître est son oncle Heinrich Hofmann, puis à Munich et à Karlsruhe. Il étudie à Paris à l'Académie Julian, en 1889 et 1890 et subit l'influence d'Albert Besnard et de Pierre Puvis de Chavannes, qu'il rencontrera. Il se trouve confronté à l'art de Hans von Marées qu'il découvre en 1892. De 1890 à 1903, il a surtout vécu à Berlin, où il s'est fait connaître comme membre du groupe des Onze, comme cofondateur de la revue Pan et de la Sécession. En 1899, il épouse une cousine, Eleonore Kekulé von Stradonitz, union restée sans enfants.
Son monde pictural est peuplé de personnages dans des paysages idéalisés. En 1903, il est nommé professeur à l'École des beaux-arts de Weimar et il fonde la Société des Artistes allemands : le Künstlerbund. De 1916 à 1931, il enseigne la peinture monumentale à Dresde. Il voyage en Grèce et fait plusieurs séjours en Italie. Son œuvre est à la fois saine et éthérée avec des personnages idéalisés, antiquisants, exaltant la jeunesse et la beauté virile et qui animent des compositions intemporelles avec calme et mesure, dans une sorte d'Arcadie de rêve. Ses tableaux étaient fort appréciés de Thomas Mann qui lui acheta en 1914 La Source (Die Quelle), représentant de jeunes garçons au bord de l'eau. Cette toile demeura dans la chambre de Thomas Mann jusqu'à sa mort.
Hofmann est un des grands représentants du néo-idéalisme allemand. Il devint aveugle d'un œil.

## Œuvres
- 1892 : Idolino, à la Kunsthalle de Bielefeld.
- 1894 : Zwei Jünglingen, à la Kunsthalle de Kiel.
- 1913 : Die Quelle (La Source), archives Thomas-Mann de Zurich

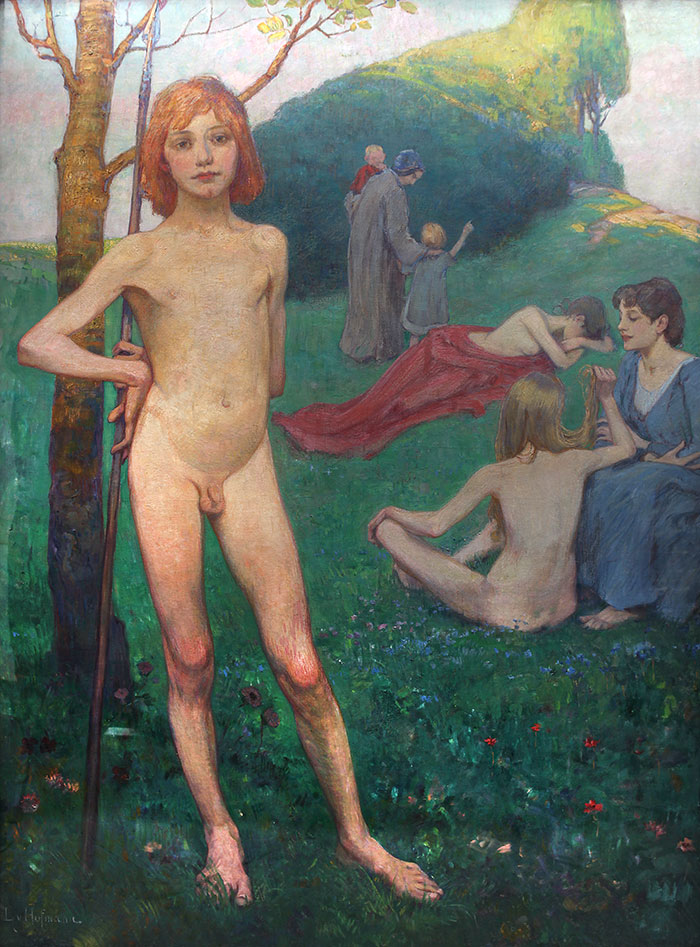
Idolino (vers 1892)
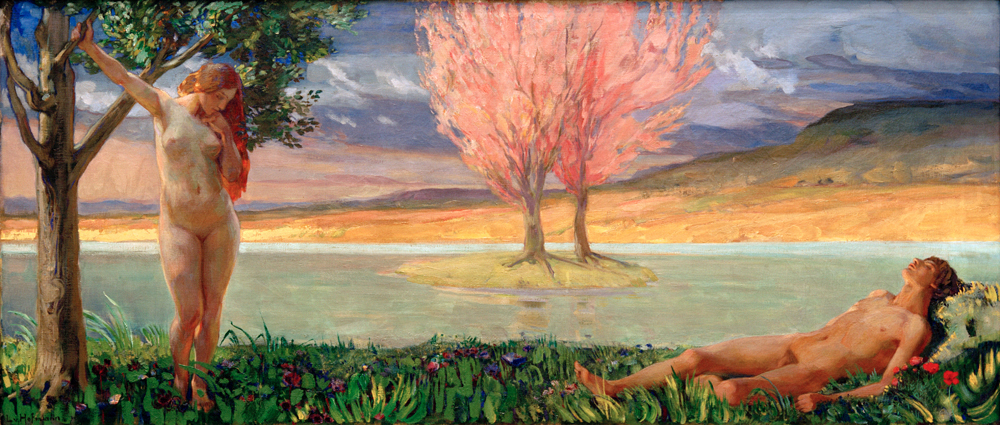
Adam et Éve (vers 1910)
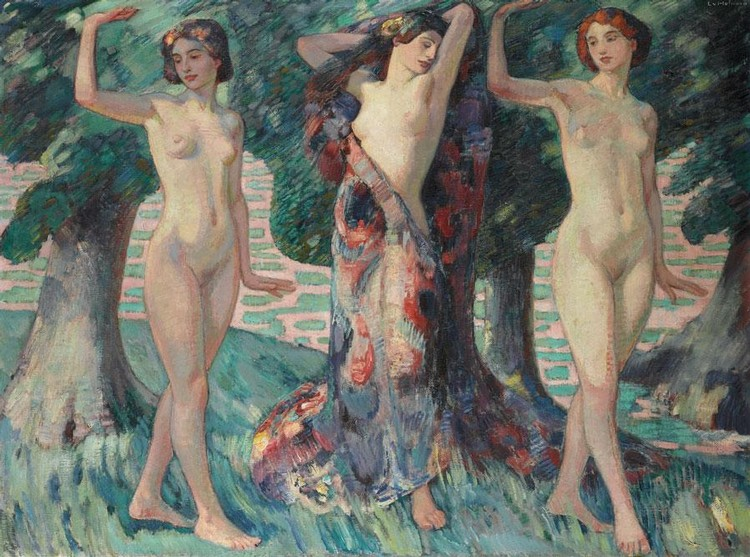
Das Reigen (La Danse) (1911)
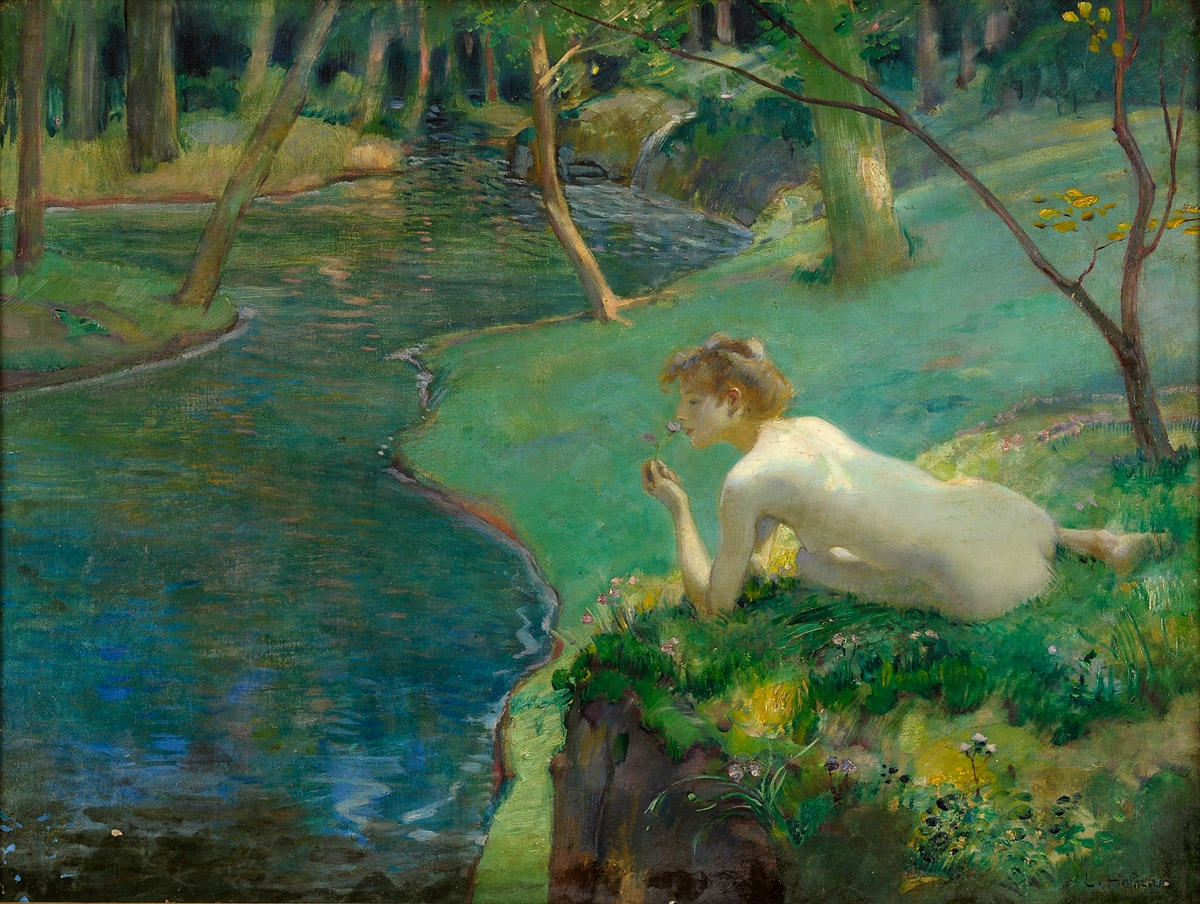
Nu féminin (vers 1920)
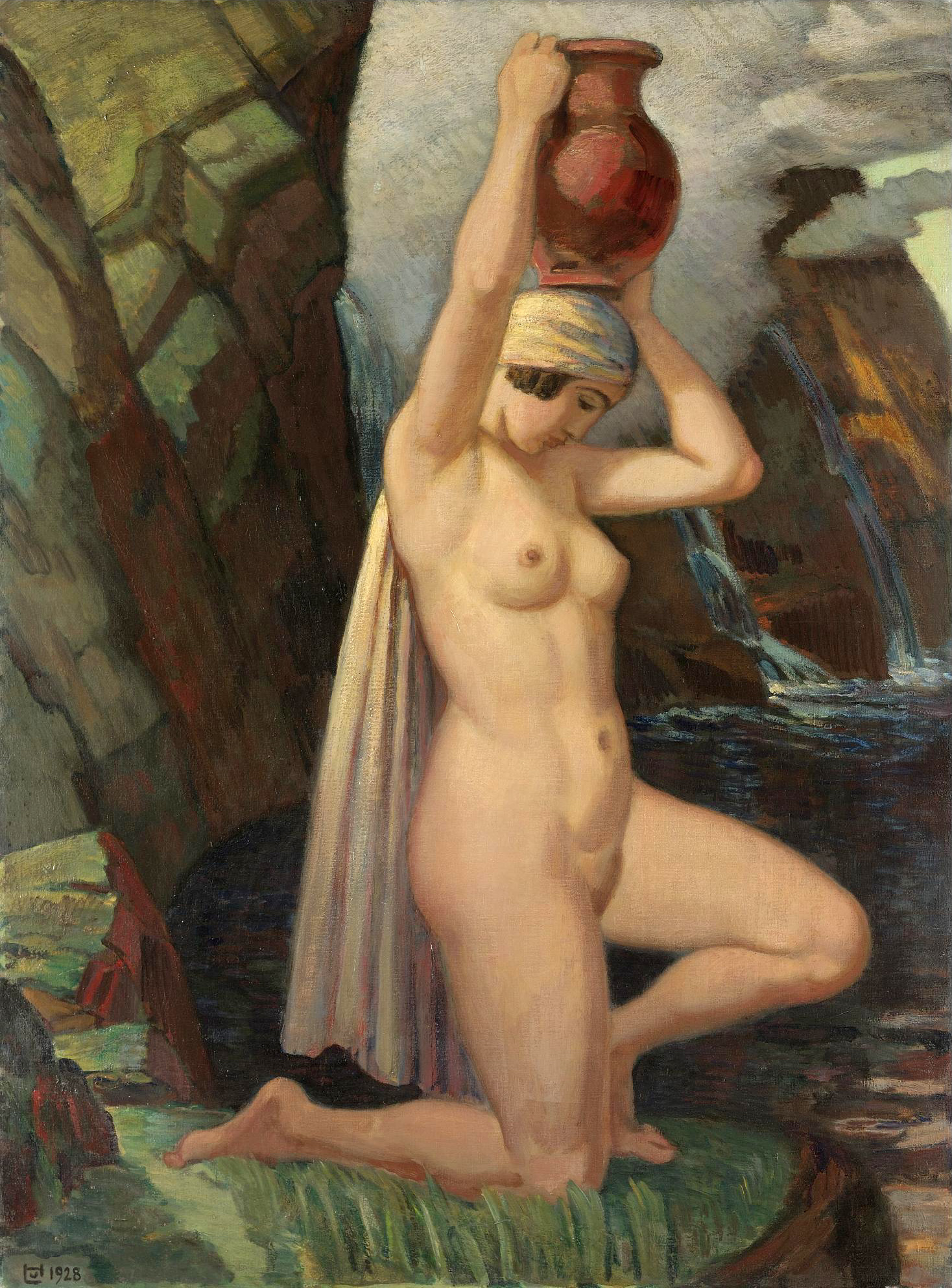
Jeune femme agenouillée à la cruche (1928)
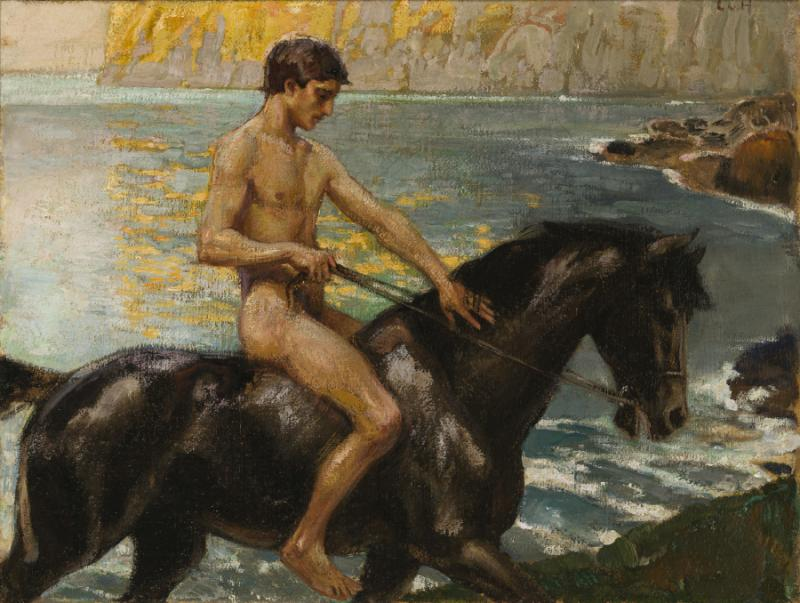
Le Cavalier à la plage (vers 1890), 50 × 65 cm.
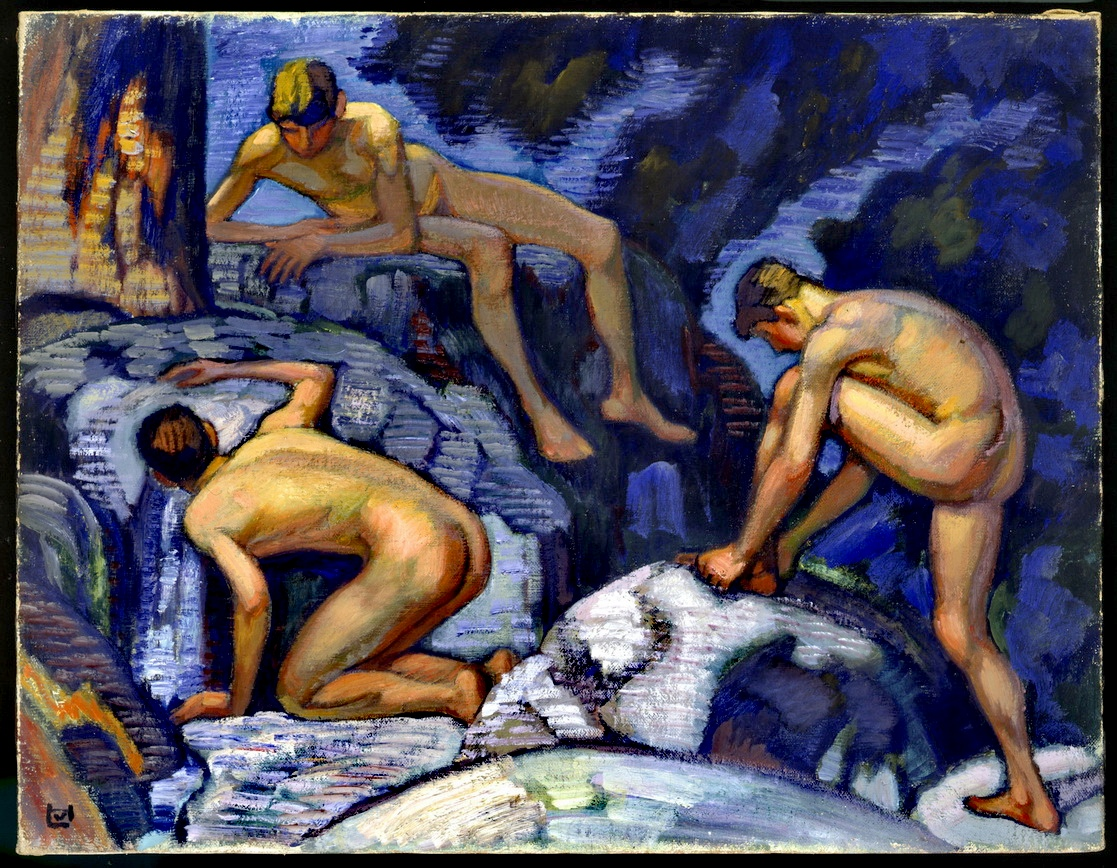
La Source (1913), archives Thomas-Mann à Zurich
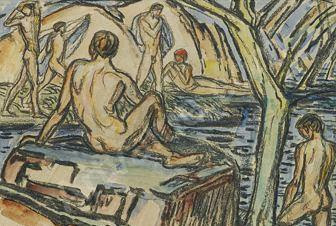
Baigneurs (avant 1937)
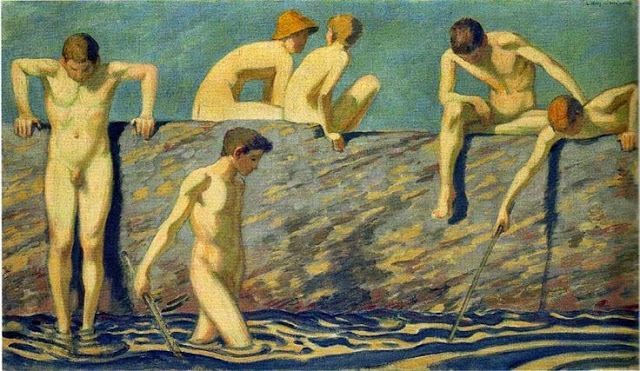
Baigneurs nus (avant 1937)
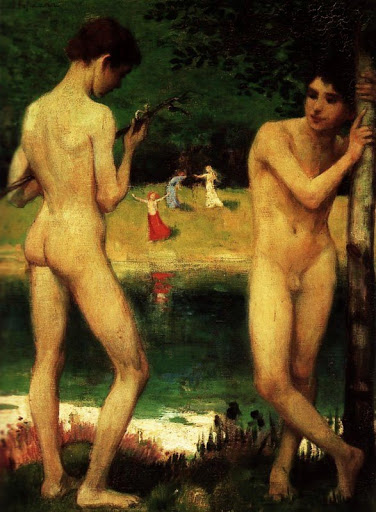
Deux baigneurs nus et trois jeunes filles dansant
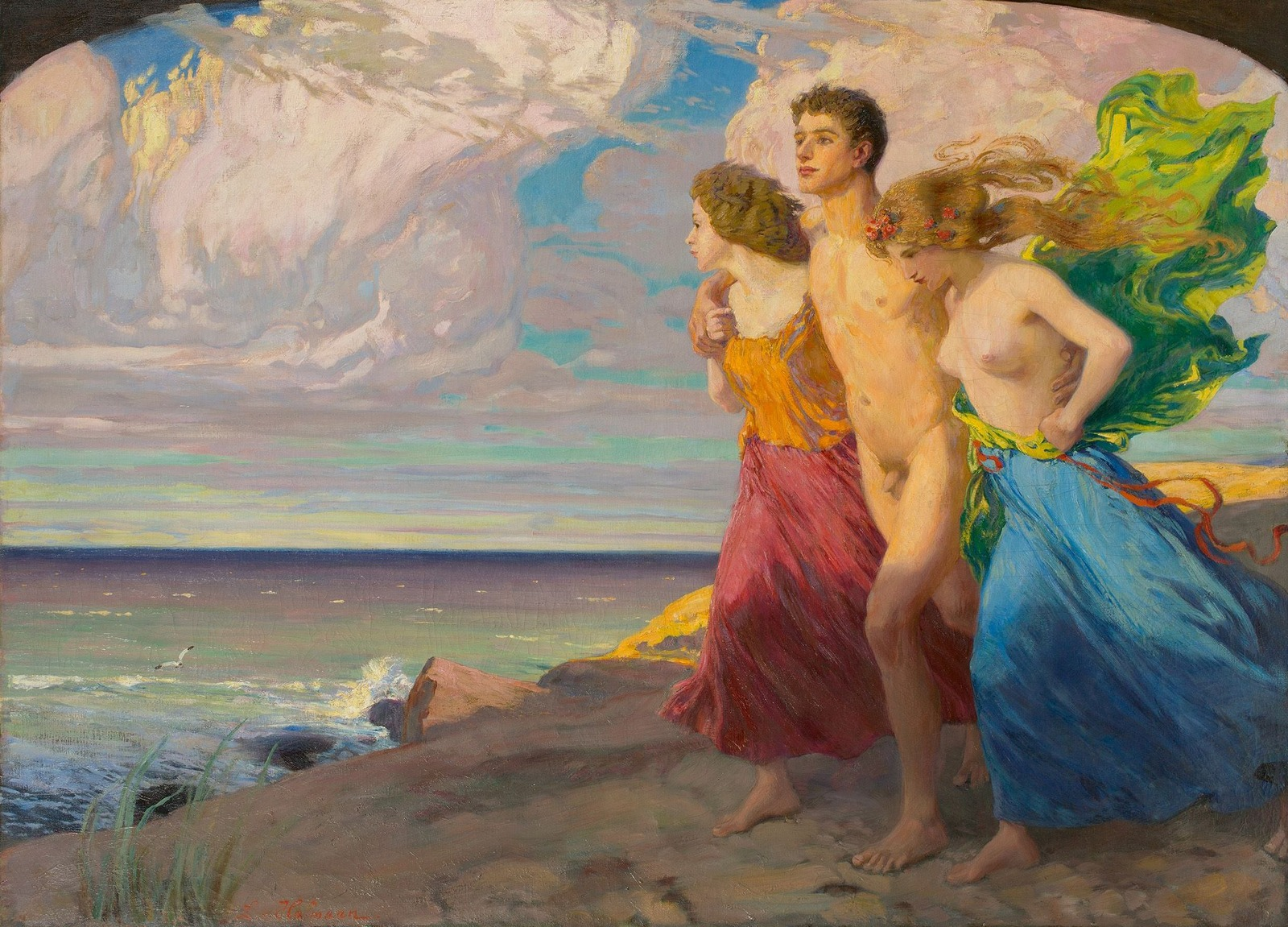
La Tempête (avant 1930)
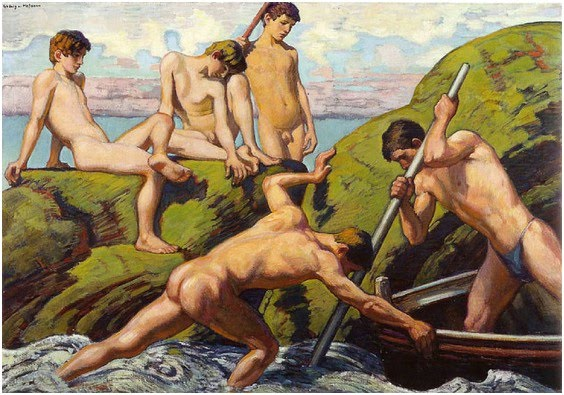
Jeunes pêcheurs nus (avant 1939)
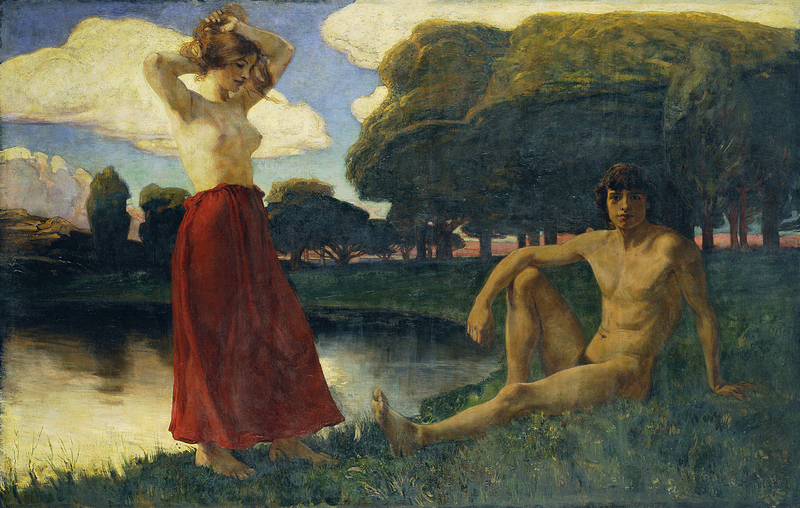
Idylle (avant 1939)
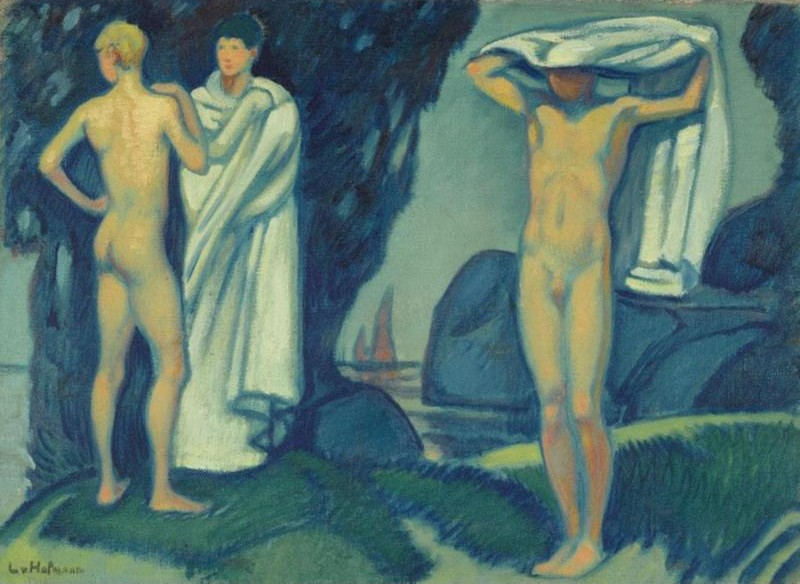
Lebendblau (bleu vif) (avant 1939)